# سجن هالدن

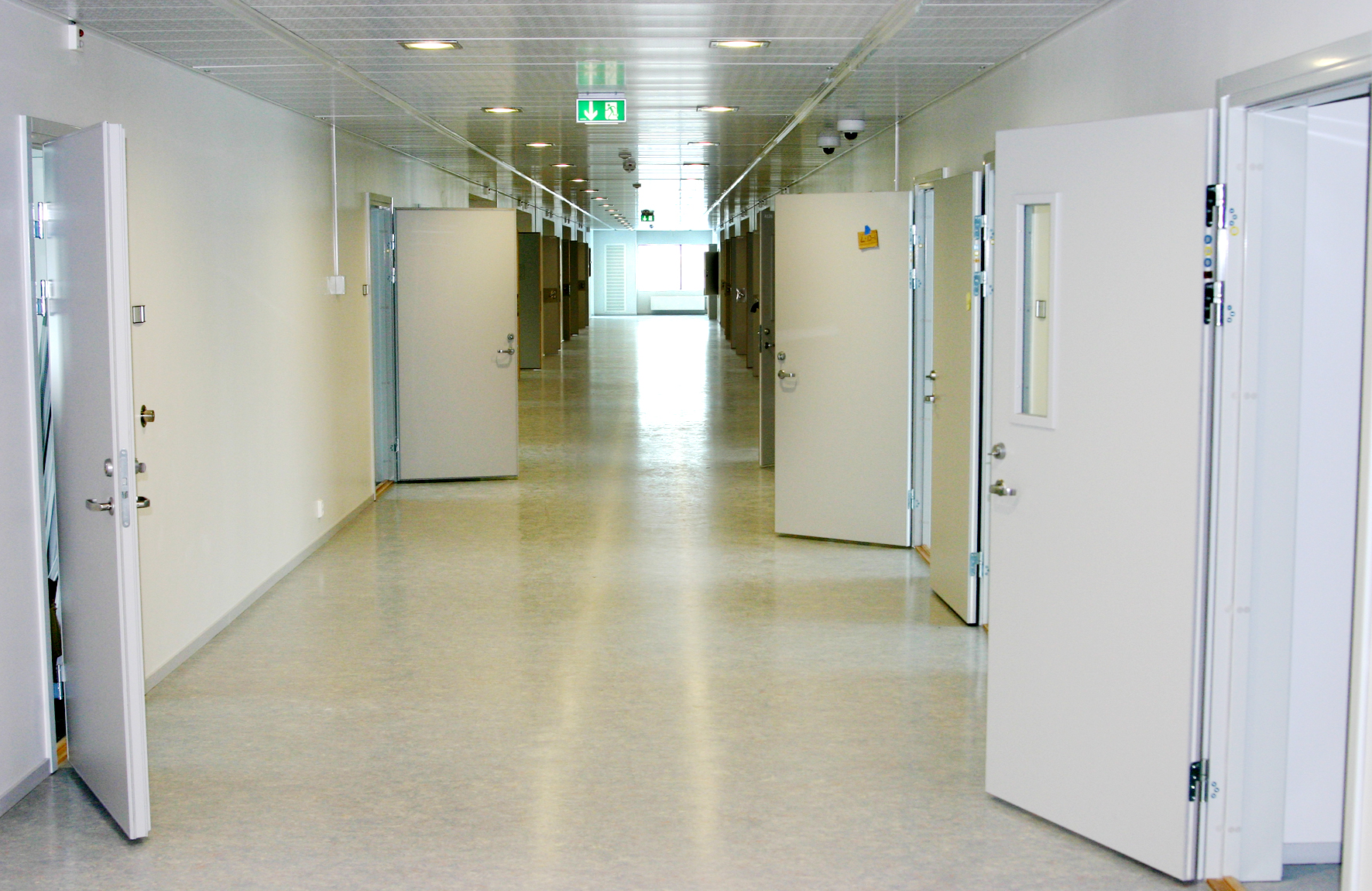
سجن هالدن

سجن هالدن (بالنرويجية: Halden fengsel، وبالإنجليزية: Halden Prison) هو سجن شديد الحراسة يقع في مدينة هالدن بمقاطعة أوستفولد، النرويج. تم بناؤه على مدى عشر سنوات بتكلفة 1.5 مليار كرونة نرويجية (252 مليون دولار أو 138 مليون جنيه استرليني).
استقبل أول سجين في 1 مارس 2010، ولكن تم افتتاحه رسمياً في 8 أبريل 2010 من قِبَل الملِك النرويجي هارلد الخامس. لدى السجن القدرة على استيعاب 252 سجين، وهو ثاني أكبر سجن في النرويج.
يهتم سجن هالدن بإعادة التأهيل، وتتضمن كل زنزانة وسائل الراحة مثل جهاز تليفزيون وثلاجة صغيرة ومكتب وحمّام به دُش وأثاث ونافذة بدون قضبان يسمح بدخول ضوء جيد، وتشترك كل 10 أو 12 زنزانة في مطبخ وحجرة معيشة. كما أن هناك فصول للطبخ والموسيقى والرياضة.
اعتباراً من عام 2012 كان يعمل في سجن هالدن 340 موظفا، منهم المعلمين والعاملين في مجال الرعاية الصحية والمدرّبين والحُراس، ونصف حرّاس السجن من النساء.

## وصلات خارجية
- الموقع الرسمي (بالنرويجية)